# Втич, Майя
Майя Втич (словен. Maja Vtič, род. 27 января 1988 года, Ново-Место) — словенская спортсменка, прыгунья с трамплина. Победительница этапов и призёр общего зачёта Кубка мира.

## Карьера
В международных соревнованиях под эгидой FIS Майя Втич дебютировала в 2003 году, через год впервые выступила в континентальном кубке, который был главным турниром для женщин-прыгунов.
В 2007 году словенская прыгунья завоевала индивидуальную бронзу на юниорском чемпионате мира, который прошёл в Планице.
В 2011 году Майя Втич приняла участие в первом в истории этапе Кубка мира среди женщин, но заняла в Лиллехаммере 42-е место и не прошла во вторую попытку. Уже через месяц показала четвёртый результат в Хинценбахе, заработав первые очки.
В том же городе в феврале 2014 года Втич впервые в карьере поднялась на подиум Кубка мира, став третьей. На Олимпиаде в Сочи показала шестой результат, при этом по результатам второй попытки она стала третьей, но из-за не слишком удачной первой попытки осталась без медали.
Удачным для словенской спортсменки стал сезон 2015/16. На первом этапе в Лиллехаммере она стала вице-чемпионкой, проиграв только Саре Таканаси, а на домашнем этапе в Любно Втич одержала первую победу в карьере. По итогам сезона она замкнула тройку сильнейших, пропустив вперед только Таканаси и австрийку Ирашко.